# Amyklás
Amyklás (řecky Ἀμύκλας, latinsky Amycles) je v řecké mytologii spartský král.
Byl synem krále Lakedaimóna a jeho manželky Sparty. Jeho sourozenci byli Hímeros, Eurydika (není totožná s manželkou Orfeovou), Asiné a Kléodiké. Amyklás se oženil s Diomédé a měli spolu dva syny - starší byl Kynortás, který se ujal spartského trůnu po Amyklovi a mladší byl Hyakinthos, obdařený přízní boha Apollóna, který ho později nešťastnou náhodou zabil.
Král Amyklás založil poblíž Sparty město Amykly. Později se proslavily tím, že se staly rodištěm slavných bratří Kastora a Polydeuka a jejich sester Klytaimnéstry a krásné Heleny.
Jiný nositel jména Amyklás byl jeden ze sedmi synů Amfíóna a Niobé, kterého ušetřil rozlícený bůh Apollón. Smrti také unikla jako jediná jeho sestra Chlóris, kterou ušetřila mstící se bohyně Artemis. V jiné verzi mýtu o Niobé se však uvádí, že všech sedm synů a sedm dcer Niobiných neuniklo smrti.